# Vesicularia nutans
Vesicularia nutans là một loài Rêu trong họ Hypnaceae. Loài này được (A. Jaeger) Broth. miêu tả khoa học đầu tiên năm 1908.